# Saulnières (Ille-et-Vilaine)
Saulnières település Franciaországban, Ille-et-Vilaine megyében. Lakosainak száma 798 fő (2022. január 1.). Saulnières Chanteloup, Brie, Janzé, Le Petit-Fougeray, Le Sel-de-Bretagne és Tresbœuf községekkel határos.

## Népesség
A település népessége az elmúlt években az alábbi módon változott:
| Lakosok száma | 503  | 531  | 558  | 661  | 711  | 736  | 773  | 794  | 791  | 798  |
|               | 1968 | 1982 | 1990 | 2006 | 2013 | 2015 | 2017 | 2019 | 2020 | 2022 |